# Řády, vyznamenání a medaile Súdánu

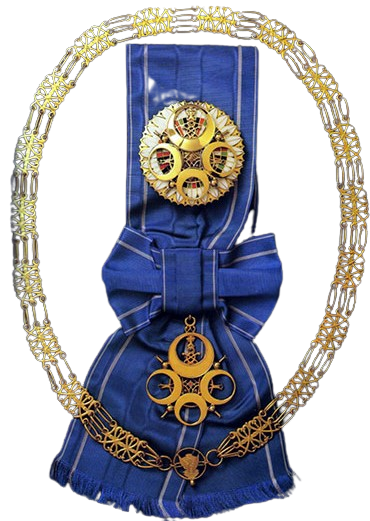
Čestný řetěz

Systém státních vyznamenání Súdánu sestává z řádů a medailí založených po roce 1961.

## Pravidla udílení súdánských vyznamenání
Podle ustanovení z let 1976 a 1993 není možné žádné vyznamenání udělit jednotlivci opakovaně ani není možné udělit vyznamenání vyšší třídy. Vyšší třídu lze udělit nejdříve po třech letech od udělení nižší třídy vyznamenání. Tato lhůta je zkrácena na jeden rok pro zaměstnance odcházející do důchodu, U Sportovní medaile toto časové kritérium není vůbec.

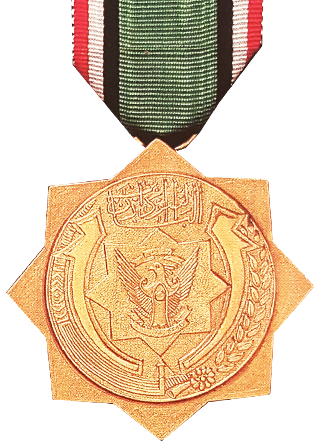
Řád spravedlivého syna Súdánu

Řády i medaile zůstávají majetkem vyznamenaného a jeho dědiců, avšak dědici nejsou oprávněni nosit řádové insignie. Zákon také stanovuje, že na příkaz prezidenta Súdánu mohou být jedinci vyznamenání odňata, pokud se dopustil nečestného jednání nebo jeho jednání není v souladu s loajalitou vůči státu.
Zároveň nesmí žádný občan Súdánu přijmout zahraniční vyznamenání bez písemného povolení prezidenta republiky. Výjimkou jsou jedinci, kterým bylo zahraniční vyznamenání uděleno před 1. lednem 1956. Ti jej mohou i nadále nosit, aniž by museli usilovat o získání povolení prezidenta. Není ovšem přípustné, aby občané Súdánu nosili insignie zahraničních vyznamenání, která jim byla udělující zemí zrušena.

## Seznam vyznamenání
- Čestný řetěz (arabsky قلادة الشرف‎) je udílen prezidentu Súdánu a zahraničním hlavám států. Vyznamenání bylo založeno roku 1956 poté, co získal Súdán nezávislost.[5]
- Čestná stuha (arabsky وشاح الشرف‎) je udílena občanům Súdánu za vynikající službu národu. Může být udělena i cizím vládám a cizím hlavám států, ale nesmí být v jeden okamžik více než patnáct žijících nositelů tohoto vyznamenání. Ocenění bylo založeno roku 1956 poté, co Súdán získal nezávislost.[6]
- Řád republiky (arabsky وسام الجمهورية‎) byl založen dne 16. listopadu 1961. Udílen je v pěti třídách občanům Súdánu i cizincům za poskytnutí mimořádného přínosu vládě.[4][7]
- Řád dvou Nilů (arabsky وسام النيلين‎) byl založen dne 16. listopadu 1961. Udílen je za civilní a vojenské služby státu.[8][9][10][11]
- Řád spravedlivého syna Súdánu či Řád věrného syna Súdánu (arabsky وسام إبن السودان البار‎) byl založen dne 16. listopadu 1961. Udílen je súdánským mužům za ochranu zájmů republiky, zejména její domácí i zahraniční politiky.[12]
- Ženský řád znamenitosti (arabsky وسام الامتياز‎) byl založen dne 16. listopadu 1961 během vojenského režimu Ibrahima Abbouda. Udílen je ženám, Súdánkám i cizinkám, za excelentní služby státu či lidstvu obecně.[13]
- Řád za zásluhy (arabsky نوط الجدارة,‎) byl založen dne 16. listopadu 1961. Udílen je vládním úředníkům za dlouholetou službu vykonávanou poctivě, oddaně a s příkladným charakterem. Tito úředníci mohou být jak Súdánci, tak cizí státní příslušníci.[14] K řádu také náležela Medaile za zásluhy.[15]
- Medaile za dlouholetou vynikající službu je udílena vojákům, policistům a příslušníkům vězeňské stráže za dlouholetou a význačnou službu.[16][17] Medaile je kulatého tvaru a je vyrobena ze stříbra. Na přední straně jsou vyryty dva zkřížené meče a nápis znamenající vynikající dlouholetá služba. Na zadní straně je nápis znamenající Súdánská demokratická republika.[4]
- Řád za vědu, literaturu a umění je udílen občanům Súdánu i cizím státním příslušníkům za přínos státu v oblasti vzdělávání, vědy a umění.[18] Udílen je ve dvou třídách, a to ve zlaté a stříbrné.[19][20]
- Řád za statečnost je udílen příslušníkům ozbrojených sil a jedincům podobného postavení za mimořádný přínos státu a za prokázání výjimečné statečnosti.[21] Udílen je ve dvou třídách a je k němu připojena i medaile.[22][23]